# Оуэн, Реджинальд
Джон Реджинальд Оуэн (англ. John Reginald Owen; 5 августа 1887 — 5 ноября 1972) — британский характерный актёр. Известен многочисленными ролями в британских и американских фильмах.

## Биография
Родился в Уитгемпстеде, графство Хартфордшире, в семье Джозефа и Фрэнсис Оуэн. В 1905 году окончил Королевскую академию драматического искусства. В 1911 году Оуэн играл роль Сент-Джорджа в премьерном спектакле «Там, где кончается радуга» в театре Савой. Спектакль получил хорошие отзывы. В том же году он снялся в короткометражном фильме «Генрих VIII».
В 1920 году Реджинальд Оуэн переезжает в США. Первое время работает на Бродвее в Нью-Йорке, позже переезжает в Голливуд. Там он заключает контракт с «Metro-Goldwyn-Mayer».
В 1932 году актёр сыграл доктора Ватсона в фильме «Шерлок Холмс», режиссёра Клайва Брука. Одной из самых известных для актёра стала роль Эбенезера Скруджа в фильме «Рождественская песнь» (1938), снятого по повести Чарльза Диккенса. В 1964 году Оуэн сыграл адмирала в фильме Мэри Поппинс.
На телевидении Оуэн был приглашённым актёром в эпизодах сериалов «Мэверик», «Моя жена меня приворожила», «Макклауд», «Триллер», «Райские приключения» и «Требуется вор». Всего Реджинальд Оуэн участвовал в 143 кино- и телевизионных постановках, среди которых было 80 полнометражных фильмов.
В августе 1964 года особняк актёра в Бель-Эйре был сдан в аренду британской рок-группе «The Beatles», выступавшей в Лос-Анджелесе.
Умер Реджинальд Оуэн от инфаркта миокарда 5 ноября 1972 года в Бойсе, Айдахо. Был трижды женат. Третья жена пережила его.

## Избранная фильмография
- Платиновая блондинка (1931)
- Этюд в багровых тонах (1933)
- Королева Кристина (1933)
- Бремя страстей человеческих (1934)
- Зов предков (1935)
- Анна Каренина (1935)
- Добрая фея (1935)
- Великий Зигфелд (1936)
- Они встретились в Бомбее (1941)
- Лицо женщины (1941)
- Женщина года (1942)
- Миссис Минивер (1942)
- Вне подозрений (1943)
- Вечность и один день (1943)
- Национальный бархат (1944)
- Дневник горничной (1946)
- Клуни Браун (1946)
- Родные холмы (1948)
- Три мушкетёра (1948)
- Вызов Лесси (1949)
- Ким (1950)
- Рейнджеры Дарби (1958)
- Пять недель на воздушном шаре (1962)
- Мэри Поппинс (1964)
- Набалдашник и метла (1971)